# Sockel 441
Der Sockel 441 ist der Prozessorsockel für die Prozessorfamilie Intel Atom und soll vor allem in MIDs und UMPCs zum Einsatz kommen.